# Nottjärnen (Älvsby socken, Norrbotten)
Nottjärnen är en sjö i Älvsbyns kommun i Norrbotten och ingår i Piteälvens huvudavrinningsområde.